# Honda CBR 250 R
Die Honda CBR 250 R ist ein Einzylinder-Supersportmotorrad von Honda, das in Thailand und in Indien seit 2011 hergestellt wird. Es ist vorrangig für den thailändischen und indischen Markt vorgesehen, wird aber auch weltweit verkauft. In Deutschland wurde das Modell bis 2013 angeboten.
Äußerlich hat das Motorrad Ähnlichkeit mit „seinen größeren Brüdern“ wie z. B. CBR 600 und CBR 1000 RR und dementsprechend ist das Design daran angelehnt.
In den USA ist die neue CBR 250 R der erste Wettbewerber der Kawasaki 250 R, die es dort bereits seit den frühen 1990ern gibt.
Die CBR 250 R hat ein optionales Verbundbremssystem mit ABS, was ungewöhnlich für diese Preisklasse ist (in Deutschland serienmäßig).